# Lygosoma opisthorhodum
Lygosoma opisthorhodum là một loài thằn lằn trong họ Scincidae. Loài này được Werner mô tả khoa học đầu tiên năm 1910.